# Tobias Eckhard
Tobias Eckhard (* 1. November 1662 in Jüterbog; † 13. Dezember 1737 in Quedlinburg) war ein deutscher evangelischer Theologe und Lehrer.

## Leben
Tobias Eckhard wurde als Sohn eines Reitoffiziers geboren. Er besuchte das Gymnasium in Halle und immatrikulierte sich 1682 an der Universität Wittenberg. Nachdem er 1686 den akademischen Grad eines Magisters erlangt hatte, wurde er 1689 als Adjunkt an der philosophischen Fakultät aufgenommen. Während seiner Vorlesungszeit wandte er sich dem Studium der evangelischen Theologie zu, welches er mit dem akademischen Grad eines Lizentiaten abschloss. 1691 ging er als Konrektor an das Gymnasium (Athenaeum) in Stade und wurde 1693 dessen Rektor. 1704 ging er als Rektor nach Quedlinburg.
Eckhard war in seiner Zeit als Gelehrter anerkannt, dessen Wissen sich meist in kleinen und heute verschollenen Schriften widerspiegelte. Er beschäftigte sich mit der Polyhistorie und entwickelte großes Interesse für Sprachen, insbesondere für die französische, die italienische und die hebräische Sprache.
Sein Sohn war der Jurist Christian Heinrich Eckhard.

## Veröffentlichungen
- Selecta non Cristianorum de Christo testimonia, 1703, 1725, 1736
- De meritis comitum Stolbergensium in rem litterariam, 1719
- Vita Alberti Stad., 1726